# Pedro Instancio
Pedro Instancio va ser un religiós castellà, bisbe d'Àvila entre 1205 i 1212/13, que va ser present a la batalla de Las Navas de Tolosa.
Lincoln esmenta la possible ocupació d'Instancio abans de l'elecció com a bisbe. Segons algunes evidències documentals fragmentàries, hauria estat arxipreste d'Àvila i tresorer del capítol de la catedral de Segòvia, tanmateix, la dualitat de càrrecs fa dubtar de l'afirmació. Alguns autors, com Carramolino, el consideren successor d'un bisbe anomenat Benito I, suposadament mort el 1210. El seu mandat va iniciar-se, tanmateix, el 1205, moment en què comença a aparèixer en la documentació. El 28 de juliol de 1208 era present a la cort castellana, situada en aquell moment a Burgos. Així mateix, apareix esmentat en un privilegi del mateix moment, on el rei estableix els límits de Madrid i Segòvia. Va encarregar-se de la consagració de les esglésies de San Bartolomé i de Santo Domingo de Silos, després mudada d'advocació a Domènec de Guzmán. En aquesta època, de fet, Guzmán va venir també a fer fundacions a Àvila.
Tot i el seu càrrec a la diòcesi sembla que va estar a la Cúria Reial al servei de Alfons VIII de Castella. Acompany al rei a diversos viatges: el gener de 1211 és a Peñafiel, així consta a la confirmació d'un privilegi, i a més també va viatjar fins a Bordeus amb el monarca. D'aquest bisbe destaca també el fet de la seva participació en la batalla de Las Navas de Tolosa. Aquesta informació és confirmada per un document de Rodrigo, arquebisbe de Toledo, i uns versos del poeta Cristóbal de Mesa. Sobre la seva mort, vers 1213, Luis Ariz creu que va morir l'any següent a causa del gran cansament que li va causar la batalla, així creu també Carramolino que mor el mateix any, si bé també hi ha qui afirma que va morir el 1212 a causa de les lesions de la batalla, i en recompensa el rei Alfons va donar donar a la ciutat d'Àvila els termes parroquials de ribera del Tajo, del Tiétar, del Tormes i de l'Alberche, un privilegi que, tanmateix, s'hauria confirmat encara en vida del bisbe.